# The Iguanas (The Iguanas)
| Recensione | Giudizio |
| ---------- | -------- |
| AllMusic   |          |

The Iguanas è un album raccolta dell'omonimo gruppo, pubblicato nel 1996. L'album fu descritto da Billboard come "una compilation senza prezzo del garage rock di Ann Arbor".

## Tracce
Lato A
1. Mona (Bo Diddley)
2. I Don't Know Why (Kolokithas)
3. Again & Again (Iggy Pop)
4. Out of Limits (Gordon)
5. California Sun (Glover, Levy)
6. Twist and Shout (Medley, Russell)
7. Walk, Don't Run (Smith)
8. Things We Said Today (Lennon-McCartney)
9. Surfin' Bird (White)

Lato B
1. Louie, Louie (R. Berry)
2. Wild Weekend (Shannon, Todaro)
3. Tell Me (Jagger, Richards)
4. Slow Down (Williams)
5. Johnny B. Goode (C. Berry)
6. Tequila (Chuck Rio)
7. I Feel Fine (Lennon-McCartney)
8. Pipeline (The Chantays)
9. If I Had a Hammer (testo: Lee Hays – musica: Pete Seeger)